# Casa-fàbrica Bastons
La casa-fàbrica Bastons és un edifici situat al carrer dels Carders, 18 de Barcelona, catalogat com a bé cultural d'interès local.

## Història
És una construcció dels segles xvii-xvii, imbricada amb la finca veïna del núm. 20 i reformada el segle xviii. El 1785 pertanyia al blanquer Antoni Montserrat, i el 1800, el seu gendre Ramon Bastons, fabricant de mitges, va demanar permís per a remuntar-hi un quart pis i posar balcons al tercer. El 1805, Antònia Martí, vídua de Montserrat, va demanar permís per a posar ampits a dues finestres i obrir-hi una altra, i novament el 1821 per a posar-hi una reixa a un balcó.
Segons el Padró de fabricants del 1829, Ramon Bastons hi tenia una filatura de cotó amb 5
màquines mule-jennies i pagava 62,5 rals de contribució. El 1836, fou denunciat davant el Tribunal de Comerç pel comerciant Rafael Sabadell, qui li havia venut cotó de Pernambuco per valor de més de 496 lliures i no l'havia cobrat en els terminis convinguts, però tots els intents per a trobar-lo foren infructuosos. A la dècada del 1850 s'hi establí el fabricant de mosquiteres Francesc Saurí i Amigó (†1866).
Lluís Bastons i Montserrat, fill de Ramon, va morir el 1864 i fou succeït, entre altres hereus, pel seu cosí Nicolau Olivella i Montserrat (†1879), mercader, que el 1870 va demanar permís per a obrir-hi una porta d'escala de veïns, estintolada per una columna de ferro colat, segons el projecte de l'arquitecte Josep Simó i Fontcuberta.

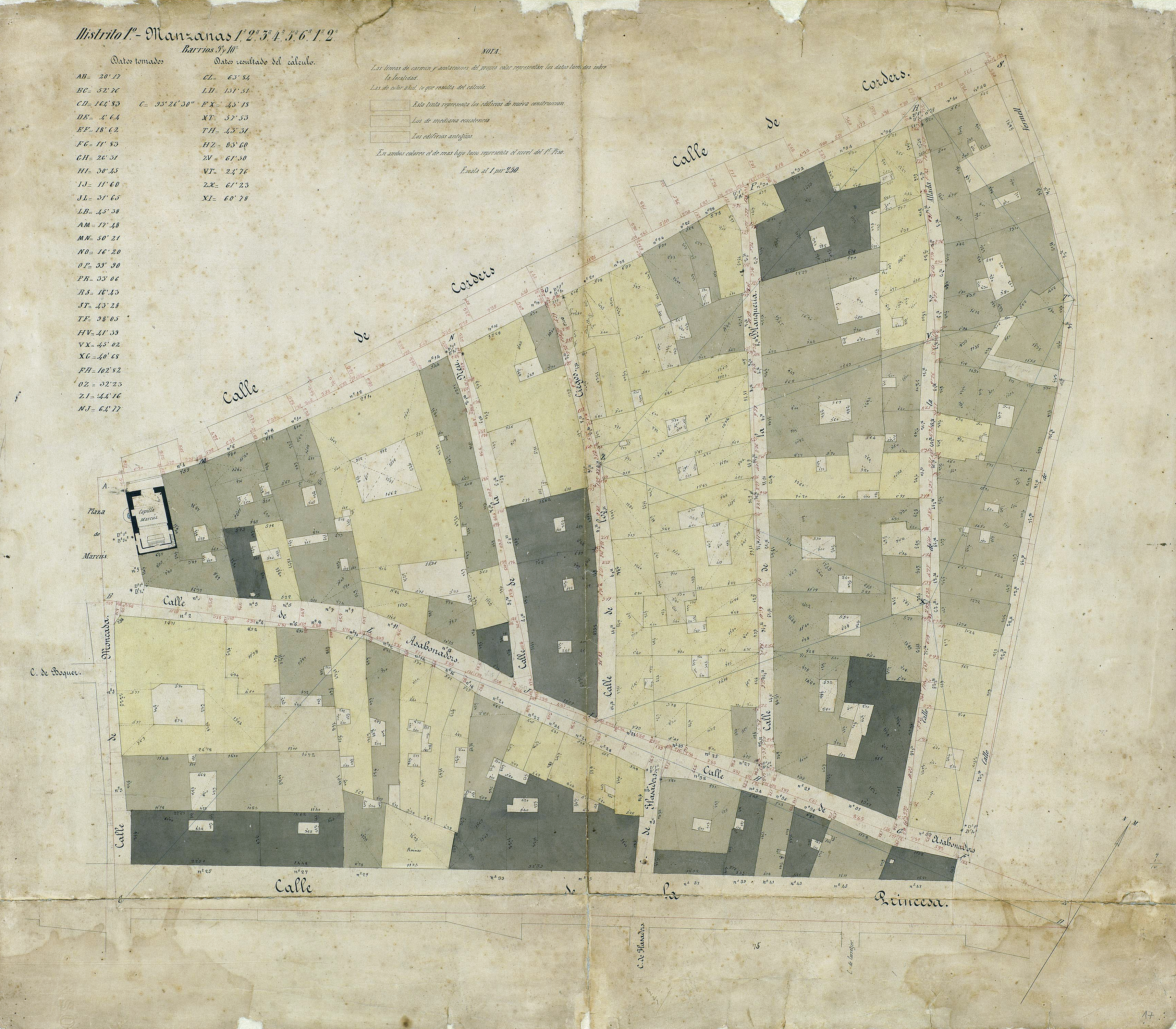
Quarteró núm. 17 de Garriga i Roca (c. 1860)

## Descripció
Consta de planta baixa i quatre pisos. Als baixos s'obre el pas cap al carrer Cecs de Sant Cugat, constituït per dos arcs carpanells i volta amb embigat de fusta. A l'esquerra hi ha una obertura d'arc rebaixat, que correspon a una botiga, i a la dreta, una altra doble, que allotja la porta de veïns i un local comercial.
El parament és de carreus irregular de pedra de Montjuïc fins al tercer pis, i els balcons són de barana de ferro forjat i llosana de pedra amb amplada decreixent amb l'alçada als dos primers pisos i de ferro i rajoles al tercer. El quart pis té el parament arrebossat i consta de dues finestres als laterals i dues balconeres al centre. La cornisa del coronament és completament recta i no presenta cap element distintiu.